# 伊佐春輔
伊佐 春輔（いさ しゅんすけ、1998年3月20日 - ）は、日本のプロボクサー。神奈川県川崎市出身。第2代日本ミニマム級ユース王者。川崎新田ボクシングジム所属。

## 来歴
2016年9月14日のプロデビュー戦は4回TKO勝ちを収めたが、1年後の試合でプロ初黒星。
その後2021年8月2日、後楽園ホールにて「ホープフルファイトvol.35」で高田勇仁と日本ユースミニマム級王座決定戦を行い、8回2-1（77-75×2、75-77）で判定勝ちで日本ユース王座獲得。
2022年5月10日、後楽園ホールにて「第88回フェニックスバトル」のメインイベントで森且貴と日本ユースミニマム級タイトルマッチを行い、8回1-2（75-77×2、77-75）で判定負けで日本ユース王座陥落。
2024年3月8日、後楽園ホールにて行われたライオンズジム初興行の「ライオンズゲート」で日本ミニマム級チャンピオンの高田勇仁と4度目の再戦を行い、10回0-3（92-96×2、91-97）の判定負けを喫した。
2025年3月11日、後楽園ホールにて東洋太平洋ミニマム級タイトルマッチで石井武志と対戦し、5回1分42秒KO負けを喫した。

## 獲得タイトル
- 第2代日本ミニマム級ユース王座（防衛0=陥落）

## 戦績
- プロボクシング - 22戦13勝7敗2分（2KO）